# Gerhard von Scharnhorst
Gerhard Johann David von Scharnhorst (Bordenau, 12 novembre 1755 – Praga, 28 giugno 1813) è stato un generale prussiano.
Capo dello Stato Maggiore generale prussiano, è noto per i suoi scritti e le sue riforme delle forze armate di Prussia, oltre che per la sua azione di comando nel corso delle guerre contro Napoleone.

## Biografia
Nato nei pressi di Hannover da una famiglia di agricoltori, da autodidatta riuscì ad entrare nell'Accademia Militare di Wilhelmstein e nel 1778 fu assegnato al servizio dello Stato di Hannover. Impiegò i periodi in cui non era in servizio attivo al reggimento per affinare la propria educazione e le proprie conoscenze letterarie. Nel 1783 fu trasferito in artiglieria e frequentò la nuova scuola di artiglieria di Hannover. Per allora aveva già fondato un giornale militare che, sotto vari nomi, sopravvisse fino al 1805, e nel 1788 curò e in parte pubblicò un Handbuch für Offiziere in den anwendbaren Teilen der Kriegswissenschaften ("Manuale per ufficiali nelle sezioni applicate di scienza militare"). Pubblicò anche nel 1792 il Militärisches Taschenbuch für den Gebrauch im Felde ("Manuale militare per l'impiego sul campo").
Gli introiti derivati dai suoi scritti gli consentirono di usufruire di adeguati mezzi di sostentamento, visto che aveva il semplice grado di tenente, mentre la fattoria di Bordenau gli consentiva di incassare una piccola rendita annuale, così da mantenere la moglie (Clara Schmalz, sorella di Theodor Schmalz, primo rettore dell'Università di Berlino) e la famiglia.
La sua prima campagna militare fu quella del 1793 nei Paesi Bassi, in cui servì sotto il Duca di York con distinzione. Nel 1794 prese parte alla difesa di Menin e ricordò la fuga della guarnigione nel suo Verteidigung der Stadt Menin ("Difesa della città di Menin") (Hannover, 1803) che, assieme a Die Ursachen des Glücks der Franzosen im Revolutionskrieg ("Le origini della buona sorte dei francesi nella guerra rivoluzionaria"), rimane la sua opera più nota. Poco dopo ricevette la promozione a maggiore e si unì allo Stato Maggiore del contingente di Hannover.
Dopo la Pace di Basilea (5 aprile 1795), Scharnhorst ritornò ad Hannover. Era diventato talmente famoso presso gli eserciti dei vari Stati alleati germanici che ricevette numerosi inviti a prestare i propri servigi. Questo lo indusse infine ad impegnarsi con il re Federico Guglielmo III di Prussia, che gli concesse un titolo nobiliare, il grado di tenente colonnello e uno stipendio più che doppio rispetto a quello che aveva ricevuto ad Hannover (1801). L'Accademia di Guerra di Berlino lo impiegò come conseguenza logica nell'importante attività d'istruzione (ebbe fra i suoi pupilli Carl von Clausewitz) e fondò la Società Militare Berlinese.  Nella mobilitazione e nelle misure cautelative che contrassegnarono gli anni 1804 e 1805, e nella guerra del 1806 che seguì, Scharnhorst servì come capo di Stato Maggiore generale (tenente-commissario) del Duca di Brunswick, ricevendo una ferita superficiale ad Auerstadt (14 ottobre 1806) e si distinse per la sua inflessibile decisione durante la ritirata dell'esercito prussiano. Si unì a von Blücher nelle ultime fasi della disastrosa campagna, subì con lui la prigionia dopo la capitolazione di Ratekau (7 novembre 1806) e, rapidamente scambiato con altro prigioniero, ebbe parte rilevante e pressoché decisiva nel guidare i corpi prussiani di L'Estocq che servivano con i russi. Per i suoi servigi ad Eylau (febbraio 1807), ricevette la più importante decorazione militare prussiana, la Pour le Mérite.
Era diventato chiaro che l'abilità di Scharnhorst superava quella degli ufficiali di Stato Maggiore semplicemente brillanti. Educato nelle tradizioni della guerra dei Sette Anni, egli aveva gradualmente - man mano che la sua esperienza si ampliava - abbandonato le antiquate concezioni relative alle scienze militari e aveva capito che solo un esercito "nazionale" e una politica di battaglie decisive avrebbero potuto fornire risposte alla situazione politica e strategica apportata dalla Rivoluzione francese. A passi lenti e ponderati egli trasformò l'esercito professionale a lunga ferma della Prussia, sconquassato a Jena (1806), in un esercito nazionale basato sulla leva di massa. Conseguì la promozione a maggior generale pochi giorni dopo la Pace di Tilsit (luglio 1807) e diventò il capo di una commissione riformatrice che riuniva il meglio degli ufficiali più giovani, come Gneisenau, Grolmann, Boyen e Clausewitz. Stein stesso divenne un componente della commissione e garantì a Scharnhorst libero accesso al re Federico Guglielmo III assicurandogli la nomina ad aiutante di campo generale. Ma Napoleone rapidamente diventò sospettoso e Federico Guglielmo più volte dovette sospendere o annullare le riforme da lui raccomandate.
Nel 1809, la guerra fra Francia e Austria attizzò speranze premature nelle formazioni patriottiche, che Napoleone non mancò di notare. Per diretto intervento di Napoleone, Scharnhorst eluse il decreto del 26 settembre 1810, che richiedeva a tutti gli stranieri di lasciare immediatamente il servizio in Prussia, ma quando nel 1811-1812 la Francia forzò la Prussia a un'alleanza contro la Russia e la Prussia destinò un esercito ausiliario a servire sotto Napoleone, Scharnhorst lasciò Berlino con un permesso illimitato. In collocamento a riposo egli scrisse e pubblicò uno studio sull'effetto delle armi da fuoco, Über die Wirkung des Feuergewehrs ("Sull'effetto delle armi da fuoco", 1813) contenente dettagliate tavole degli effetti del fuoco delle armi a differenti distanze e contro differenti bersagli, questo lavoro venne sfruttato da Georg Heinrich Rudolf Johan von Reiswitz per la quantificazione del risultato dei combattimenti nel suo kriegsspiele nel 1824. Ma la ritirata francese da Mosca (1812) fece infine risuonare il richiamo alle armi per il nuovo esercito nazionale della Prussia.
Scharnhorst, richiamato al Quartier Generale del re, rifiutò un posto di grado più elevato ma divenne capo di Stato Maggiore di Blücher, che aveva piena fiducia nel suo vigore, energia ed influenza sui giovani soldati. Il principe russo Wittgenstein fu talmente impressionato da Scharnhorst che chiese gli fosse assegnato temporaneamente come suo capo di Stato Maggiore. Blücher acconsentì. Nella prima battaglia a Lützen o Gross-Gotschen (2 maggio 1813), la Prussia patì una disfatta, ma fu una sconfitta ben diversa da quelle che Napoleone usualmente aveva inflitto fino ad allora. I francesi non riuscirono ad inseguire gli sconfitti, cosicché la disfatta non fu completa. In questa battaglia Scharnhorst ricevette una ferita al piede, di per sé non grave, ma che subito divenne mortale a causa delle fatiche della ritirata di Dresda, ed egli morì il 28 giugno 1813 a Praga, dove si era recato per negoziare con Schwarzenberg e Radetzky a causa dell'intervento armato dell'Austria. Poco prima della morte ricevette la promozione al grado di tenente generale. Federico Guglielmo III fece erigere a Berlino una statua alla sua memoria, scolpita da Rauch.
Massone, nel 1813 partecipò a una riunione della Loggia Archimedes zu den drei Reißbrettern, a Altenburg.
Gli furono intitolate numerose navi tedesche, incluso l'incrociatore corazzato della prima guerra mondiale SMS Scharnhorst, la nave da battaglia della seconda guerra mondiale Scharnhorst e una fregata post-bellica, come pure un distretto della città di Dortmund.